# Notophthiracarus parapulchellus
Notophthiracarus parapulchellus är en kvalsterart som först beskrevs av Wojciech Niedbała 2006.  Notophthiracarus parapulchellus ingår i släktet Notophthiracarus och familjen Phthiracaridae. Inga underarter finns listade i Catalogue of Life.